# Ticonderoga (condado de Essex)
Ticonderoga es un lugar designado por el censo ubicado en el condado de Essex en el estado estadounidense de Nueva York. Ticonderoga se encuentra ubicada dentro del pueblo de Ticonderoga. Anteriormente, Ticonderoga era una villa, pero en 1992 se votó para que fuese disuelta. El nombre de Ticonderoga proviene del idioma mohawk y significa "en la confluencia de dos corrientes de agua".

## Geografía
Ticonderoga se encuentra ubicada en las coordenadas 43°50′55″N 73°25′23″O / 43.84861, -73.42306.